# MDF-piac

MDF-piacok 1989. november 18-án Budapesten: 1. Komjádi uszoda parkolója 2. Határ úti parkoló 3. Vahot utcai autóparkoló (Bikás park) 4. Békásmegyer HÉV-állomás parkolója (Csobánka tér) 5. Tito utca (1990 óta Rózsa utca) és Árpád utca kereszteződése Újpest 6. Örs vezér tere 7. Klauzál téri parkoló

Az MDF-piacok a Magyar Demokrata Fórum kezdeményezésére a városokban létrejött heti vásárok voltak, amelyeken a mezőgazdasági termelők, gazdák a közvetítő kereskedelem kiiktatásával, közvetlenül a fogyasztók számára értékesíthették a termékeiket.
Az 1989-es magyarországi rendszerváltás során az élelmiszerek iránti kereslet és kínálat eltávolodott egymástól. A városokban élő, növekvő arányban munkanélküli polgárok a bevételük mind nagyobb részét fordították az infláció következtében folyamatosan dráguló élelmiszer vásárlására. A vidéki mezőgazdasági termelők szintén veszélyben érezték magukat: a terményeiket korábban felvásárló nagykereskedelmi vállalatok a piac beszűkülésével, illetve a közvetítő szereplők drágulásával néztek szembe. 1989 tavaszán Zacsek Gyula, az MDF politikusa tett javaslatot egy olyan piac létrehozására, ahol a termelők a nagykereskedők közbeiktatása nélkül, közvetlenül a fogyasztók számára adnák el termékeiket. Zacsek kezdeményezését az MDF vezetése felkarolta, így a rendezvény névadója maga a párt lett. A konzervatív párt társadalmi reformprogramja egyik fő elemeként tekintett a piacokra.
A piaci nap az esetek többségében a szombat volt. A rendezvényeket a párt helyi szervezetei koordinálták. Az MDF-piacokat többnyire lakóövezetek környezetében fekvő üres telkeken, piactereken és parkolókban tartották. A vidékről érkező kereskedők közvetlenül a szállítójárműből, platókról, csomagtartókból, alkalmi standokról árulták portékájukat. Az MDF-piacok sikeresek lettek az árérzékennyé váló lakosság körében. A magyar termékek mellett megjelentek a külföldi eredetű import áruk. Ezek szintén olcsóbbak voltak a boltokban kapható áruknál, a déligyümölcsök esetében az MDF-piacok olcsósága árletörő hatású volt. A kezdeti kifejezetten élelmiszerpiaci jellegét a rendezvény hamar elveszítette. A magyar őstermelők mellett megjelentek a külföldről behozott háztartási és tartós fogyasztási cikkeket árusító kereskedők, vásározók és ügyeskedők, feketézők is. A piacok fénykorában Budapesten hét MDF-piac működött.
Az MDF-piac intézménye 1993-ig forrt össze az MDF nevével. Zacsek Gyula pártból történt kizárását és az MDF meggyengülését követően a piac szervezését a Piacfejlesztési Alapítvány (angol rövidítéssel Market Development Foundation, MDF) vette át. Az évtized közepére az MDF-piacok a kapitalista gazdasági átalakulás hatására megváltozott társadalmi közegben találták magukat. Az élelmiszer-kereskedelem az ezredfordulóra már inkább a tőkeerős nyugati áruházláncok üzleteiben összpontosult. A vásárlók pedig a gyakran a minőséget és a széles választékot tartották szem előtt az olcsóság puszta kritériuma helyett. Néhány helyen azonban, az MDF-piac a hajdani elgondolás szerint napjainkig a kispénzűek, az alacsonyabb jövedelműek bevásárló helye maradt. Az áruházláncok elsősorban az élelmiszerek piacán szorították le az árakat, így az MDF-piacok árelőnye részben el is tűnt. A megváltozott körülmények között egyre több MDF-piac tűnt el. Egyes rendezvények elhaltak, másokat a jogszabályi hiányosságok miatt a területeket kezelő önkormányzatok zárattak be.